# Клязьма (платформа)
Кля́зьма — остановочный пункт Ярославского направления Московской железной дороги в микрорайоне Клязьма города Пушкино Пушкинского района Московской области.
Назван по дачному посёлку Клязьма, вошедшему в 2003 году в состав города Пушкино.

## Описание
На остановочном пункте имеется две островные платформы, соединённые подземным пешеходным переходом. Платформы не оборудованы турникетами. До 2016 года платформа № 1 была боковой.
Останавливаются пригородные поезда маршрутов Москва — Пушкино, Москва — Софрино, Москва — Красноармейск, Москва — Сергиев Посад, Москва — Александров.

## Общественный транспорт
С западной стороны
| № маршрута автобуса | Станции метро, железной дороги     | Конечные остановки   |
| ------------------- | ---------------------------------- | -------------------- |
| 29                  | Тарасовская, Мамонтовская, Пушкино | Тарасовская, Пушкино |
| 509 (без льгот)     | Медведково, Мамонтовская, Пушкино  | Медведково, Пушкино  |

С восточной стороны (в пешеходной доступности)

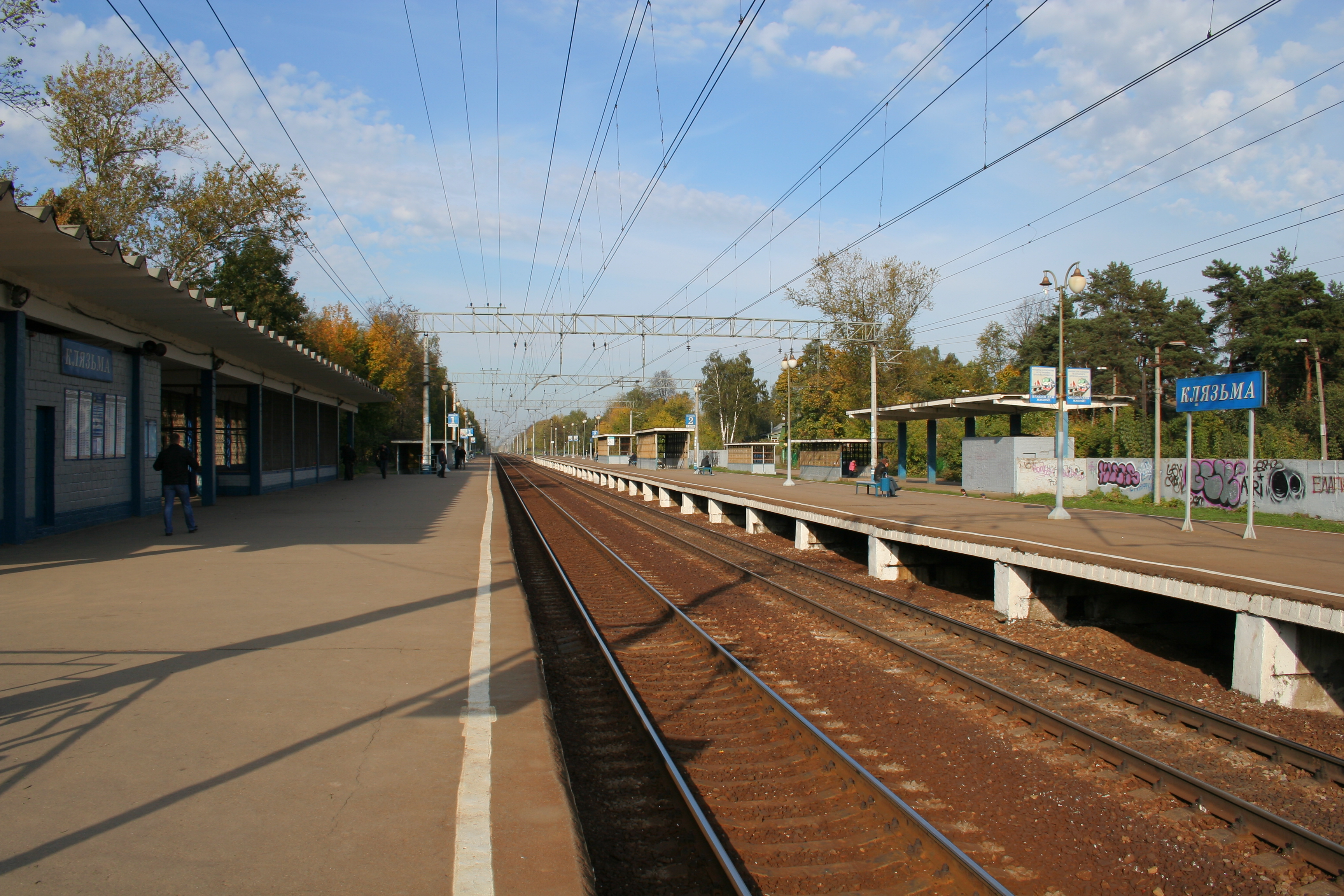
Платформа Клязьма в 2010 году

| № маршрута автобуса | Станции железной дороги | Конечные остановки                      |
| ------------------- | ----------------------- | --------------------------------------- |
| 19 (без льгот)      | Пушкино                 | Пушкино, Центральная ул. (мкр. Клязьма) |

## В литературе
Платформа Клязьма упоминается в повести детского писателя Э. Н. Успенского «История про инопланетян, или Камнегрыз со станции Клязьма».